# كاسل روك للترفيه
كاسل روك للترفيه (بالإنجليزية: Castle Rock Entertainment)‏ هي شركة لإنتاج وتوزيع الأفلام. تأسست عام 1987. يقع مقرها في الولايات المتحدة. هي تابعة لوارنر برذرز.

## وصلات خارجية
- كاسل روك للترفيه على موقع IMDb (الإنجليزية)

- الموقع الإلكتروني